# Ваттенвиль, Карл Бруннер фон
Карл Бруннер фон Ваттенвиль (Karl Brunner von Wattenwyl, 13 июня 1823, Берн — 24 августа 1914, Кирхдорф (Берн)) — швейцарский естествоиспытатель, физик, геолог, директор телеграфа в Вене и энтомолог. Специализировался преимущественно на прямокрылых и привиденьевых.
После окончания начальной школы, он начал изучать естественные науки. Он изучал физику и геологию в университетах Женевы, Берна и Берлина. В 1846 году он получил докторскую степень в области философии. В 1850—1855 годах он был назначен профессором физики в Университете Берна. В 1851 году начал вводить телеграф в Швейцарии.
Во время пребывания за границей в Греции и Турции, он собрал новые виды прямокрылых, описывая новые виды и подвиды этого отряда.
Его коллекция насекомых находится в Музее естественной истории в Вене.
Бруннер женился в 1850 году на Эмилии Элизе фон Ваттенвиль (1831—1895). В 1880 году он был возведён в Австрии в ранг рыцаря, в 1884 году он был избран членом Леопольдины.
Исполненный художником Гансом Темпле монументальный портрет Бруннера находится в коллекции Фонда замка Йегеншторф.
В честь Ваттенталя назван род привиденьевых Wattenwylia Piza, 1938 семейства Diapheromeridae.

## Труды
- Nouveau système des blattaires. Wien 1865. Архив
- Monographie der Phaneropteriden. Wien 1878. Архив
- Prodromus der Europäischen Orthopteren. Leipzig 1882. (xxxii + 466 pp + 11 pls. + 4 map.) PDF
- Révision du système des orthoptères et description des espèces rapportées. Genf 1893 Архив
- Betrachtungen uber die Farbenpracht der Insekten. Leipzig 1897 Архив
- Die Insektenfamilie der Phasmiden. Vol. 2. Phasmidae Anareolatae (Clitumnini, Lonchodini, Bacunculini). pp. 181—340, pls. 7-15. Wilhelm Engelmann, Leipzig 1907. Архив, online (PDF; 41,9 MB)